# 腹躯龙科
腹躯龙科（学名：Pleurosauridae）是一类已灭绝的海洋爬行动物，隶属于喙头目。这个科的化石是在德国巴伐利亚发现的，它们生活于Toarcian（早侏罗世）至Tithonian（晚侏罗世）。腹躯龙逐渐适应了水生生活方式，半水生腹躯龙的专业性不如全水生腹躯龙。至少前者的寿命比现代的楔齿蜥要短得多。